# John C. Nemiah
John Case Nemiah (* 30. November 1918 in Cheshire (Connecticut); † 11. Mai 2009 in Nashua (New Hampshire)) war ein US-amerikanischer Psychiater und Psychoanalytiker, der vor allem für seine Arbeit zur Alexithymie bekannt ist, einem Konzept, das die Schwierigkeit beschreibt, emotionale Zustände zu erkennen und auszudrücken.

## Leben
Nemiah wuchs in Hanover, New Hampshire auf und besuchte die Hotchkiss School. Durch die Lektüre von Sigmund Freud wurde er zur Psychiatrie hingezogen. Er besuchte zunächst die Yale University. 1943 schloss er die Harvard Medical School ab. Während seiner Assistenzzeit als Neuropsychiater wurde er für zwei Jahre zum Militärdienst eingezogen.
Gemeinsam mit Peter Sifneos prägte er das Verständnis der Alexithymie, die häufig in psychosomatischen Störungen auftritt. Nemiah war Professor für Psychiatrie an der Harvard Medical School und Chefredakteur der renommierten Fachzeitschrift Psychosomatic Medicine. Seine Forschung trug wesentlich zur Entwicklung der psychosomatischen Medizin und zum Verständnis der Verbindung zwischen Emotionen und körperlicher Gesundheit bei.